# Bataille de Marmelade
Révolution haïtienne
Batailles
Insurrections (1791-1793)
- Bois-Caïman
- Croix-des-Bouquets
- Morne Pelé
- 1re La Tannerie
- Port-au-Prince
- Le Cap-français

Interventions espagnoles et britanniques (1793-1798)
- 2e La Tannerie
- Marmelade
- Saint-Michel-de-l'Attalaye
- Ennery
- 3e La Tannerie
- Fort-Dauphin
- 1re Tiburon
- L'Acul
- La Bombarde
- 2e Tiburon
- Les Gonaïves
- Port-Républicain
- 1re Dondon
- Massacre de Fort-Dauphin
- Saint-Marc
- Léogane
- Saint-Raphaël
- Trutier
- 3e Tiburon
- 1re Verrettes
- Grande-Rivière
- Mirebalais
- Las Cahobas
- 2e Verrettes
- Petite-Rivière
- 2e Dondon
- 1re Les Irois
- Jean-Rabel
- 2e Les Irois

Guerre des couteaux (1799-1800)
- Jacmel

Expédition de Saint-Domingue (1802-1803)
- La Ravine-à-Couleuvres
- Kellola
- Plaisance
- La Crête à Pierrot
- Noyades du Cap-Français
- Port-au-Prince
- Vertières
- Massacres de 1804 en Haïti

La bataille de Marmelade a lieu le 27 juillet 1793, pendant la révolution haïtienne. Elle s'achève par la victoire des Espagnols qui s'emparent de la ville de Marmelade. 

## Prélude
Après avoir pris par surprise la ville de Dondon, le 11 juillet 1793, Toussaint Louverture forme le projet de s'emparer de la ville voisine de Marmelade,. Il se ménage dans ce but des intelligences à l'intérieur de la place et entre notamment en contact avec Jean-Baptiste Poparel — ou Paparel — commandant de plusieurs compagnies noires et d'un poste avancé,.
Le commandant républicain de Marmelade, André Vernet, un officier mulâtre, dispose sous ses ordres de 1 200 hommes, dont une légion de nouveaux libres, bien disciplinée, commandée par le lieutenant-colonel Paul Lafrance. Alerté par la prise de Dondon, il envoie plusieurs appels à l'aide pour réclamer des secours. Cependant le commissaire Étienne Polverel le rappelle brutalement à l'ordre le 20 juillet : « Ennery avait moins de forces que vous lorsqu'il a repoussé les Espagnols et les brigands réunis ; nous ne vous croyons pas un traître; mais vous ne montrez pas le courage d'un républicain; si vous ne vous en sentez pas assez pour mourir, plutôt que de céder le terrain, nous vous conseillons en frères de nous le dire franchement; nous trouverons encore des citoyens qui comptent la mort pour rien, quand il y va de leur honneur et du salut de leur pays ».

## Déroulement
Le matin du 27 juillet l'armée de Toussaint lance l'attaque sur Marmelade,. Elle se rend d'abord maître des camps de Perly et de la Crête au Pin, situés sur la route de Dondon, puis elle arrive aux abords du bourg de Marmelade. L'armée de Toussaint fait alors face aux forces républicaines, positionnées à l'extrême gauche à l'habitation Poparel, au centre au bourg de Marmelade, et à l'extrême droite à l'habitation Guilbeau. Le colonel Vernet dirige le centre et défend une position retranchée garnie d'artillerie. Toussaint divise quant à lui son armée en deux corps : il prend lui-même la tête de l'aile gauche et laisse le commandement de son aile droite au colonel Desrouleaux. Dès le début de l'attaque, Jean-Baptiste Poparel fait défection et passe avec ses forces du côté espagnol,. Toussaint lance alors l'attaque sur la position tenue par Vernet, qui se retrouve aussi menacé sur sa gauche par Poparel. Les républicains parviennent à tenir jusqu'au soir, mais ils finissent par se retirer à la tombée de la nuit pour se replier sur Ennery,. Les troupes de Toussaint se rendent maîtres de Marmelade et s'emparent de toute l'artillerie républicaine, constituée d'une douzaine de canons.

## Suites
D'après les notes rédigées par Isaac Louverture, fils de Toussaint, le commissaire Polverel reçoit très mal le colonel Vernet au moment de son arrivée à Ennery : « Combien étiez-vous, lui demanda-t-il brusquement, à la défense de la Marmelade? douze cents hommes, répondit le colonel; dites donc douze cents lâches répliqua Polverel ». Furieux, Vernet fait à son tour défection et part rejoindre les rangs de l'armée de Toussaint,,,,. Dans les années qui suivent, Vernet devient général au service de Toussaint, dont il épouse l'une des nièces,.
D'après Isaac Louverture, 300 hommes du régiment de Béarn rallient également le camp royaliste après la bataille. Ils prennent le surnom de « garde béarnaise » et font leur service au quartier-général. Toussaint fait rendre compte de sa victoire à Don Almonas, et par la suite de nombreux propriétaires blancs réfugiés à Saint-Raphaël font leur retour à Marmelade. Toussaint nomme les propriétaires blancs Gilbin et Copet à la tête du gouvernement civil de Marmelade, tandis que Poparel prend la tête de la garnison militaire. Il prend pour aides de camp Dubuisson, un officier du régiment de Béarn, natif de Bayonne, ainsi que Birete, un jeune propriétaire blanc de Marmelade,. Il élève également au grade de sous-lieutenant Jacques Maurepas, un ancien sergent-major d'une compagnie de gendarmerie à pied, et l'attache à son état-major. Il prend aussi pour secrétaire Meline, un propriétaire blanc de Plaisance, et un blanc nommé Birote et Méharon. 
Isaac rapporte que c'est à la suite de cette bataille que son père gagne son surnom de « Louverture » : « Le même commissaire (Polverel) ayant dit en parlant du vainqueur du Dondon et de la Marmelade: Comment, cet homme fait Ouverture partout! Dès ce moment, la voix publique lui confirma le nom de Louverture, qu'il reçut de la victoire, comme Scipion celui de l'Africain; Gui le Blond, de Montmorency; Montemar, de Bitonto ».